# Luisa Tetrazzini
Luisa Tetrazzini (Florència, 29 de juny de 1871 - Milà, 28 d'abril de 1940) fou una soprano italiana, una de les més cèlebres de la seva generació.

## Biografia
Luisa Tetrazzini estudià en principi amb la seva germana Eva (1862-1938), igualment soprano, després amb Ettore Contrucci i Matelda Ceccherini. Debutà com a Ines a L'Africaine a Florència el 1890. Cantà llavors per Itàlia, i després feu una gira per Amèrica del Sud (1893-1895), Espanya (1896), Europa de l'Est (1899-1903), Mèxic (1903-1906), després debutà a San Francisco als Estats Units el 1906.
La glòria li arribà 1907 amb el debut a la Royal Opera House de Londres, a La Traviata, on apareix regularment fins al 1912 a Lucia di Lammermoor, Rigoletto, La sonnambula, Les Pêcheurs de perles, Les Huguenots. Des de llavors, fou considerada la successora de Nellie Melba en aquest teatre.
Debutà a Nova York al Manhattan Opera el 1908, i al Metropolitan Opera el 1911, on actuà a El barber de Sevilla, I puritani, Dinorah, Lakmé. Va actuar també a Boston (1911-1914) i a Chicago (1911-1913). Durant la Primera Guerra Mundial, cantà per a les tropes italianes, i a partir de llavors apareix principalment en concerts abans de retirar-se de l'escena el 1934.
Única cantant italiana del seu temps capaç d'abordar el repertori lleuger i líric amb igual èxit, la Tetrazzini testimoniava una virtuositat i un volum vocal poc comú per a aquest gènere de soprano. Va realitzar papers molt difícils per a l'època, però va morir en la pobresa.
Va deixar escrit alguns llibres, com ara els seus records en My life of song (editorial Cassell and Company Ltd, Londres i altres ciutats, 1921), i consells tècnics en How to sing (George H. Doran Company, Nova York, 1923), quest últim reeditat el 1975 amb el títol de The Art of Singing, incorporant com a coautor a Enrico Caruso.
Companys de professió amb els quals va coincidir foren: Domenico Viglione-Borghese, Dora de Phillippe, Charles Dalmorès, Ferrara-Fontana i Leo Slezak, entre d'altres.